# Port lotniczy Asau
Port lotniczy Asau (IATA: AAU) – port lotniczy zlokalizowany we wiosce Asau, na wyspie Savaiʻi (Samoa).

## Linie lotnicze
- Polynesian Airlines (Apia, Maota)